# The Christmas Song
The Christmas Song («Рождественская песня», также известна как Chestnuts Roasting on an Open Fire) — рождественская песня Мела Торме на слова Боба Уэллса, написанная в июле 1945 года.
Песня начинается с описания типичного сезона зимних праздников — жарящихся на огне каштанов, индейки, рождественской омелы, щиплющего за нос мороза, тепло одетых людей и исполняемых хором рождественских гимнов. Затем текст сосредотачивается на предстоящем прибытии Санта-Клауса и пожеланиях счастливого Рождества «детям в возрасте от года до девяноста двух».

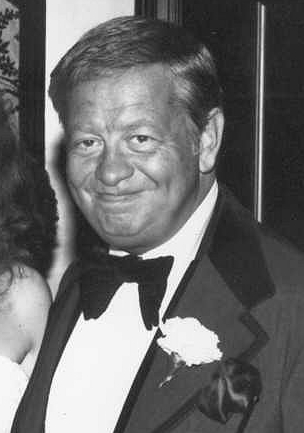
Мел Торме (1979 год)

По воспоминаниям Торме, песня была написана в рекордно короткие сроки (45 минут) в страшную жару, и написали её они с Уэллсом, чтобы отвлечься от этой жары. Источником вдохновения послужили несколько строк, набросанных в блокноте Уэллса. Песня была впервые записана в 1946 году трио Нэта Кинга Коула на студии Capitol, в ноябре того же года вошла в число лидеров хит-парадов и продержалась в топе семь недель. Впоследствии Коул записал ещё три версии, как со своим трио, так и в сольном исполнении. Версия, вышедшая в 1961 году, остается до настоящего времени самой известной. The Christmas Song стала первым праздничным стандартом в исполнении чернокожего певца. В конце 2018 года рождественское скачивание позволило песне впервые войти в лучшую двадцатку «Биллборда».
Песню также неоднократно записывал сам Мел Торме (включая альбом 1992 года Christmas Songs ), называвший её своей «рентой», и многие другие певцы. В 1974 году песня включена в Зал славы «Грэмми», а в 2006 году Американское общество композиторов, авторов и издателей сообщило, что она является самым популярным праздничным хитом начала XXI века (по числу исполнений на радио).

## Чарты
| Чарт (1961)                | Высшая позиция |
| -------------------------- | -------------- |
| Швеция (Sverigetopplistan) | 28             |

| Чарт (1991)                     | Высшая позиция |
| ------------------------------- | -------------- |
| Великобритания (OCC UK Singles) | 51             |

| Чарт (2017-19)                      | Высшая позиция |
| ----------------------------------- | -------------- |
| Канада (Billboard Canadian Hot 100) | 17             |
| Нидерланды (Single Top 100)         | 49             |
| Ireland (IRMA)                      | 52             |
| New Zealand (Recorded Music NZ)     | 37             |
| Sweden (Sverigetopplistan)          | 20             |
| США (Billboard Hot 100)             | 11             |